# Betye Saar
Betye Irene Saar (Los Angeles, Califórnia, 30 de julho de 1926) é uma artista afro-americana conhecida pela dimensão política de suas obras de  assemblage, que denunciam a discriminação racial nos Estados Unidos. Saar é uma contadora de histórias visual e uma gravadora talentosa. Saar fez parte do Movimento das Artes Negras na década de 1970, que envolveu mitos e estereótipos sobre raça e feminilidade. Seu trabalho é considerado altamente político, pois ela desafiou as ideias negativas sobre os afro-americanos ao longo de sua carreira; Saar é mais conhecida por seu trabalho de arte que critica o racismo americano em relação aos negros.

## Vida pessoal
Betye Saar nascida Betye Irene Brown em 30 de julho de 1926, filha de Jefferson Maze Brown e Beatrice Lillian Parson em Los Angeles, Califórnia. Ambos os pais frequentaram a Universidade da Califórnia em Los Angeles, onde se conheceram. Saar passou seus primeiros anos em Los Angeles. Após a morte de seu pai em 1931, Saar e sua mãe, irmão e irmã foram morar com sua avó paterna, Irene Hannah Maze, no bairro de Watts em Los Angeles. A família então se mudou para Pasadena, Califórnia, para morar com a tia-avó materna de Saar, Hatte Parson Keys, e seu marido, Robert E. Keys.
Enquanto crescia, Saar colecionava coisas efêmeras e criava e consertava objetos regularmente. Sua educação universitária começou com aulas de arte na Universidade da Cidade de Pasadena e continuou na Universidade da Califórnia, em Los Angeles, depois que ela recebeu um prêmio de mensalidade de uma organização que levantava fundos para enviar estudantes de minorias para universidades. Saar recebeu um BA em design em 1947. Ela fez pós-graduação na Universidade do Estado da Califórnia em Long Beach, Universidade do Sul da Califórnia, Universidade do Estado da Califórnia em Northridge e no American Film Institute. Durante seu tempo na pós-graduação, ela se casou com Richard Saar e teve três filhas: Tracye, Alison e Lezley Saar.

## Carreira artística

### Trabalho inicial
Saar começou sua vida como assistente social e somente depois seguiu sua paixão pela arte. Ela começou sua pós-graduação em 1958, originalmente trabalhando para uma carreira no ensino de design. No entanto, uma aula de gravura que fez como eletiva mudou seu caminho de interesses artísticos. Ela descreveu a gravura como sua "sequência do design para as artes plásticas".
Nos primeiros trabalhos de Saar, ela coletou imagens racistas e continuou a fazer isso pelo resto de sua carreira. Ela foi inspirada a criar montagens por uma exposição de 1967 do escultor de objetos encontrados, Joseph Cornell. Saar também foi muito influenciada pelas Watts Towers de Simon Rodia, que ela testemunhou sendo construídas em sua infância. Saar disse que ficou "fascinada pelos materiais que Simon Rodia usou, os pratos quebrados, conchas do mar, ferramentas enferrujadas e até espigas de milho — tudo pressionado no cimento para criar pináculos. Para mim, eles eram mágicos."
Em entrevistas, Saar mais tarde lembrou ter visto uma extensa arte africana, oceânica e egípcia em uma visita ao Museu Field em Chicago como sendo "um passo importante no meu desenvolvimento como artista (...) Eles tinham quartos e quartos disso. Eu nunca tinha visto tantos.” Ela achou o manto de um chefe africano especialmente significativo.
Ela começou a criar trabalhos que consistiam em objetos encontrados organizados em caixas ou janelas, com itens de várias culturas para refletir sua própria ascendência mista: afro-americana, irlandesa e nativa americana.

### Rejeição do feminismo branco e recuperação do corpo feminino negro
Saar foi criada por sua tia Hattie, que influenciou sua identidade como mulher negra. Saar descreveu sua tia-avó como uma mulher com dignidade e equilíbrio, o que impactou sua representação do corpo feminino negro. Esse impacto é evidente em uma obra que Saar dedicou à sua tia-avó chamado Record For Hattie, 1972. A rejeição de Saar ao feminismo branco inicialmente impulsionou seu foco artístico ao homem negro, mas na década de 1970 ela mudou seu foco para o corpo feminino negro. Record For Hattie é uma montagem de mídia mista feita de uma caixa de joias antiga. Dentro da caixa está um porta-retratos quebrado contendo a foto desbotada de uma mulher, representando sua tia Hattie. Ao redor da moldura, os materiais rosa são costurados juntos com uma estrela vermelha e branca e um pendente de lua crescente. No fundo da caixa de joias há uma cruz de metal do lado direito, uma carteira de couro vermelha no meio, em cima uma imagem de criança e à esquerda materiais de costura. Durante a década de 1970, Saar respondeu ao racismo, fetichização e erotização do corpo feminino negro ao recuperar o corpo feminino negro. O trabalho de Saar resistiu ao estilo artístico do primitivismo, bem como ao movimento feminista branco que se recusou a abordar questões de raça. O trabalho de Saar é resultado da convergência do poder negro, espiritualidade, misticismo e feminismo, como visto em Black Girl's Window, 1969. Black Girl's Window é uma peça de montagem feita a partir de uma janela antiga, na qual a silhueta pintada de uma menina pressiona a face e as mãos contra a vidraça. Acima de sua cabeça, estão nove vidraças menores arrumadas em três por três, que exibem vários símbolos e imagens, incluindo luas e estrelas, um lobo uivando, um esqueleto esboçado, uma águia com a palavra "amor" no peito e uma mulher tipo lata.
Na década de 1960, Saar começou a coletar imagens de Aunt Jemima, Uncle Tom, Little Black Sambo e outras figuras afro-americanas estereotipadas da cultura popular e da publicidade da era Jim Crow. Ela os incorporou em colagens e assemblages, transformando-os em declarações de protesto político e social. The Liberation of Aunt Jemima é uma de suas obras mais notáveis dessa época. Nesta montagem de mídia mista, Saar utilizou a figura estereotipada da "Mammy" de Aunt Jemima para subverter as noções tradicionais de raça e gênero. "É como se eles abolissem a escravidão, mas mantivessem os negros na cozinha como potes de Mammy", diz Saar sobre o que a levou a fazer a peça. "Eu tinha essa Aunt Jemima e queria colocar um rifle e uma granada sob suas saias. Eu queria capacitá-la. Eu queria fazer dela uma guerreira. Eu queria que as pessoas soubessem que os negros não seriam escravizados por isso".
A montagem de Saar é colocada dentro de uma moldura do tamanho de uma caixa de sapatos, coberta com anúncios da Aunt Jemima. Uma escultura caricaturada de Aunt Jemima apresenta um bloco de notas com a fotografia de uma Mammy com um bebê branco retratado. A escultura de Aunt Jemima segura uma vassoura e um rifle, subvertendo seu estereótipo de serva feliz e cuidadora por meio de um álter ego militante que exige sua própria agência e poder. Um punho grande e cerrado, ecoando o símbolo do poder negro, é colado e obscurecendo parcialmente a fotografia da Mammy, reconhecendo os meios agressivos e radicais usados por ativistas afro-americanos na década de 1970 para lutar por seus direitos. Aunt Jemima é libertada através da transformação de uma caricatura doméstica racista em uma imagem do poder negro.
Embora Saar se considere feminista, ela evita se referir a sua obra como tal. Em vez disso, Saar prefere enfatizar os elementos de interculturalidade e espiritualidade que estão presentes em suas peças. Durante o início dos anos 1970, Saar suportou o racismo dentro do contexto do movimento artístico feminista branco. Essas experiências fizeram com que ela se interessasse em promover uma consciência negra distinta da política do poder negro da época. As representações autobiográficas de Saar sobre a feminilidade negra não são eróticas e não representam o corpo de maneira explícita; portanto, eles exemplificam uma resistência à imagem do corpo negro. Essa resistência sugere sua rejeição ao feminismo branco e sua rejeição à "estética feminina" que é determinada por feministas brancas e fundamentada na sexualidade feminina.
Saar foi apoiada como artista residente em Adelaide, Austrália do Sul, pelo Women's Art Movement na década de 1970 ou 1980.

### Montagem e instalação
O hábito vitalício de Saar de vasculhar mercados de pulga e vendas de garagem aprofundou sua exposição a muitos estereótipos raciais e representações degradantes de negros encontrados entre os artefatos da cultura comercial e de consumo americana, como anúncios, materiais de marketing, bugigangas, partituras e brinquedos . Três anos depois, ela produziu uma série de mais de vinte peças que, em suas próprias palavras, "explodiram o mito" de tais imagens, começando com seu retrato seminal de Aunt Jemima. Na década de 1970, Saar passou a explorar objetos rituais e tribais da África, bem como itens das tradições folclóricas afro-americanas. Em assemblages em caixas, ela combinou fetiches tribais xamânicos com imagens e objetos destinados a evocar o mágico e o místico. Quando sua tia-avó morreu em 1974, Saar adquiriu souvenirs de família e criou uma série de montagens mais pessoais e íntimas que incorporavam lembranças nostálgicas da vida de sua tia-avó. Ela arrumou fotografias antigas, cartas, medalhões, flores secas e lenços em caixas semelhantes a santuários para sugerir memória, perda e a passagem do tempo. Isso se tornou um corpo de trabalho que ela chamou de sua "série nostálgica".
Em 1977, Saar criou uma peça intitulada Spirit Catcher. Foi inspirado e se parece com um item artesanal tradicional usado em rituais, mas foi inventado pessoalmente por ela. Ela afirma que, embora o objeto não seja de origem autêntica, ainda possui qualidades mágicas. Há um espelho no topo da obra de arte que pode ser interpretado como um mau-olhado contra o racismo. Saar ocasionalmente utilizou materiais orgânicos em seu trabalho, como bambu, caveiras, ráfia e ratan, e alguns desses materiais podem ser vistos em Spirit Catcher. Essa peça de montagem fez com que muitos artistas negros de Los Angeles vissem o canudo e as miçangas como uma forma de explorar um sentido orgânico e até misterioso de negritude. Saar e esta peça em particular também foram temas de um pequeno documentário de televisão intitulado "Spirit Catcher - The Art of Betye Saar", que foi ao ar na televisão em 1978.
No início dos anos 1980, Saar lecionou em Los Angeles na UCLA e no Otis Art Institute. Em seu próprio trabalho, ela abordou uma escala maior, do tamanho de uma sala, e criou instalações específicas do local. Isso incluía santuários semelhantes a altares que exploravam a relação entre tecnologia e espiritualidade e incorporavam seus interesses em misticismo e vodu. Através do emparelhamento de chips de computador com amuletos místicos, essas construções monumentais sugeriram a necessidade de uma aliança entre os dois sistemas de conhecimento: o técnico e o espiritual.
Saar continua a viver e trabalhar em Los Angeles, trabalhando principalmente na escultura de objetos encontrados. Ela foi premiada com doutorado honorário pela California College of Arts and Crafts, California Institute of the Arts, Massachusetts College of Art, Otis College of Art and Design e San Francisco Art Institute.
A partir de 2016, ela comemorou seu trabalho com algumas festas e uma mostra individual de novos trabalhos na Roberts and Tilton Gallery.

#### The Liberation of Aunt Jemima
A obra de arte de 1972 de Betye Saar, The Liberation of Aunt Jemima foi inspirada por uma bugiganga que ela encontrou de Aunt Jemima embora pareça uma pintura, é uma montagem tridimensional de mídia mista com medidas de 29,84 cm x 20 cm x 7,62 cm. A revista Blacks in Higher Education afirma que "sua pintura ofereceu uma história detalhada da experiência negra na América". Saar mostra Aunt Jemima exagerada em todos os sentidos por estereótipos. Ela usa um grande vestido colorido exagerado, junto com um enfeite de cabeça xadrez brilhante. Sua pele é retratada como realmente negra, seus olhos são grandes e esbugalhados de sua cabeça. Seus lábios são grandes e destacados com a cor vermelha. Ela desenha o estereótipo de ser negro. Segurando uma vassoura na mão mostrando que só servia para limpar. A mulher também fica de pé sobre o algodão, representando a escravidão. O Woman's Art Journal afirma: "Artistas afro-americanos tão diversos quanto Betye Saar recuperam e exploram sua identidade. 'Não é bom o suficiente' e 'Mas é bom o suficiente para servir.'" Enquanto a peça mostra Aunt Jemima segurando uma ferramenta de limpeza na mão direita, ela também a mostra segurando um rifle na esquerda. Isso permite que Saar estabeleça uma conexão visual entre Aunt Jemima e o conceito de resistência. Ao fazer isso, Aunt Jemima é retratada como uma figura poderosa que atrai a atenção e o respeito dos telespectadores. Angela Davis disse que o trabalho lançou o movimento das mulheres negras.
Em seu artigo "Influences" de 2016 para a revista Frieze, Saar explica diretamente sobre algumas de suas escolhas artísticas na peça: "Encontrei uma pequena figura de Mammy de Aunt Jemima, uma caricatura de uma escrava negra, como aquelas usadas posteriormente para propagandear panquecas. Ela tinha uma vassoura em uma das mãos e, na outra, eu dei a ela um rifle. Na frente dela, coloquei um pequeno cartão postal, de uma Mammy com um filho mulato, que é mais uma forma de exploração da mulher negra durante a escravidão. Usei a imagem depreciativa para empoderar a mulher negra, tornando-a uma revolucionária, como se ela estivesse se rebelando contra sua escravidão passada."
No livro Parodise of Ownership por Richard Schur afirma, "Saar implantou a imagem de Aunt Jemima para promover o nacionalismo cultural durante as décadas de 1960 e 1970 (...) procurou corrigir a injustiça cometida por mais de cem anos de publicidade estereotipada e retrata Aunt Jemima em poses raivosas, desafiadoras e/ou rebeldes." Ela queria promover o apoio à independência política e quebrar os estereótipos usados para descrever as mulheres negras. A obra de arte foi originalmente inspirada no assassinato do Dr. Martin Luther King Jr.
Em "The Women's Art Journal Betye Saar: Extending the Frozen Monument", James Cristen Steward afirma: "Contra o pano de fundo da embalagem de panqueca está uma 'Mammy' sorridente de olhos arregalados com uma vassoura em uma mão e um rifle na outra. Em primeiro plano outra caricatura vintage de uma Mammy alegre, quase sedutora, um braço equilibrando uma criança branca disposta contra seu espartilho de ampulheta, ela simplesmente permite que as imagens depreciativas falem por si mesmas". A vassoura simboliza a domesticidade que as mulheres negras foram obrigadas a ocupar em postos de serviço, confinando-as a lugares específicos. A perspectiva dos brancos sobre as mulheres negras era que elas eram boas apenas para servir aos outros. Ela retrata através de sua arte as duas representações da mulher negra, como os estereótipos as retratam, desfeminizando-as e dessexualizando-as e a realidade. A intenção de Saar por ter o estereótipo da Mammy segurando um fuzil para simbolizar que a mulher negra é forte e aguenta tudo, uma representação de uma guerreira. Saar afirmou que "o raciocínio por trás dessa decisão é empoderar as mulheres negras e não permitir que a narrativa de uma pessoa branca determine como uma mulher negra deve se ver".

## Filme
Em 1971, Saar criou um filme intitulado Colored Spade. Após o assassinato do Dr. Martin Luther King Jr. em 1968, Saar começou a trabalhar com as imagens racistas de indivíduos negros que se tornaram tão populares na cultura americana. Saar decidiu compilar essas imagens em um filme baseado na trilha sonora do musical Hair chamada "Colored Spade", que contém uma lista de termos depreciativos para os afro-americanos. O filme retrata uma montagem de imagens caricatas da cultura do final do século XIX e início do século XX, como partituras, histórias em quadrinhos e embalagens de alimentos. Muitas dessas imagens são animadas por movimentos de câmera, zooms e cortes rápidos. Eventualmente, as imagens de indivíduos negros são substituídas por imagens de organizações racistas, que culminam na fotografia de um policial branco. Saar amplia esta imagem até que o foco seja perdido e, em seguida, diminui o zoom para revelar figuras proeminentes do movimento dos Direitos Civis, como o Dr. King e Angela Davis. Essa recontextualização da cultura racista permite que a questão sirva como evidência do preconceito branco em oposição à degeneração negra.

## Ativismo político
No final dos anos 1960, seu foco voltou-se para o movimento dos direitos civis e questões raciais. Artistas negras como Faith Ringgold, Betye Saar, Adrian Piper, Howardena Pindell e Barbara Chase-Riboud exploraram as identidades afro-americanas e rejeitaram ativamente o racismo no mundo da arte, ao mesmo tempo em que foram atraídas para a causa da libertação das mulheres.
Saar, em sua jornada artística por várias comunidades artísticas e ativistas, do nacionalista negro ao feminismo e mulherismo negro, manteve um "móvel de identidade" que lhe permitiu interagir livremente com cada grupo. Saar se encontrou com outras artistas negras na Galeria 32 de Suzanne Jackson em 1970. A apresentação do grupo resultante foi intitulado Sapphire (You've Come a Long Way, Baby). Esta foi provavelmente a primeira exposição de mulheres afro-americanas contemporâneas na Califórnia e incluiu a aquarelista Sue Irons, a gravadora Yvonne Cole Meo, a pintora Suzanne Jackson, a artista pop Eileen Abdulrashid, Gloria Bohanon e Saar.
Quando questionada sobre a política por trás de sua arte em uma entrevista de 2015 com a escritora Shelley Leopold, Saar afirmou: "Não sei como a política pode ser evitada. Se acontecer de você ser um jovem negro, seus pais estão com medo de que você seja preso - se eles saírem com um amigo, eles serão considerados uma gangue? Esse tipo de medo é aquele ao qual você deve prestar atenção. Não é confortável morar nos Estados Unidos. Nasci em Los Angeles, com pais de classe média e nunca tive que ficar em uma situação tão tensa. Minha avó morava em Watts e ainda é muito pobre lá. As pessoas simplesmente fazem o melhor que podem."

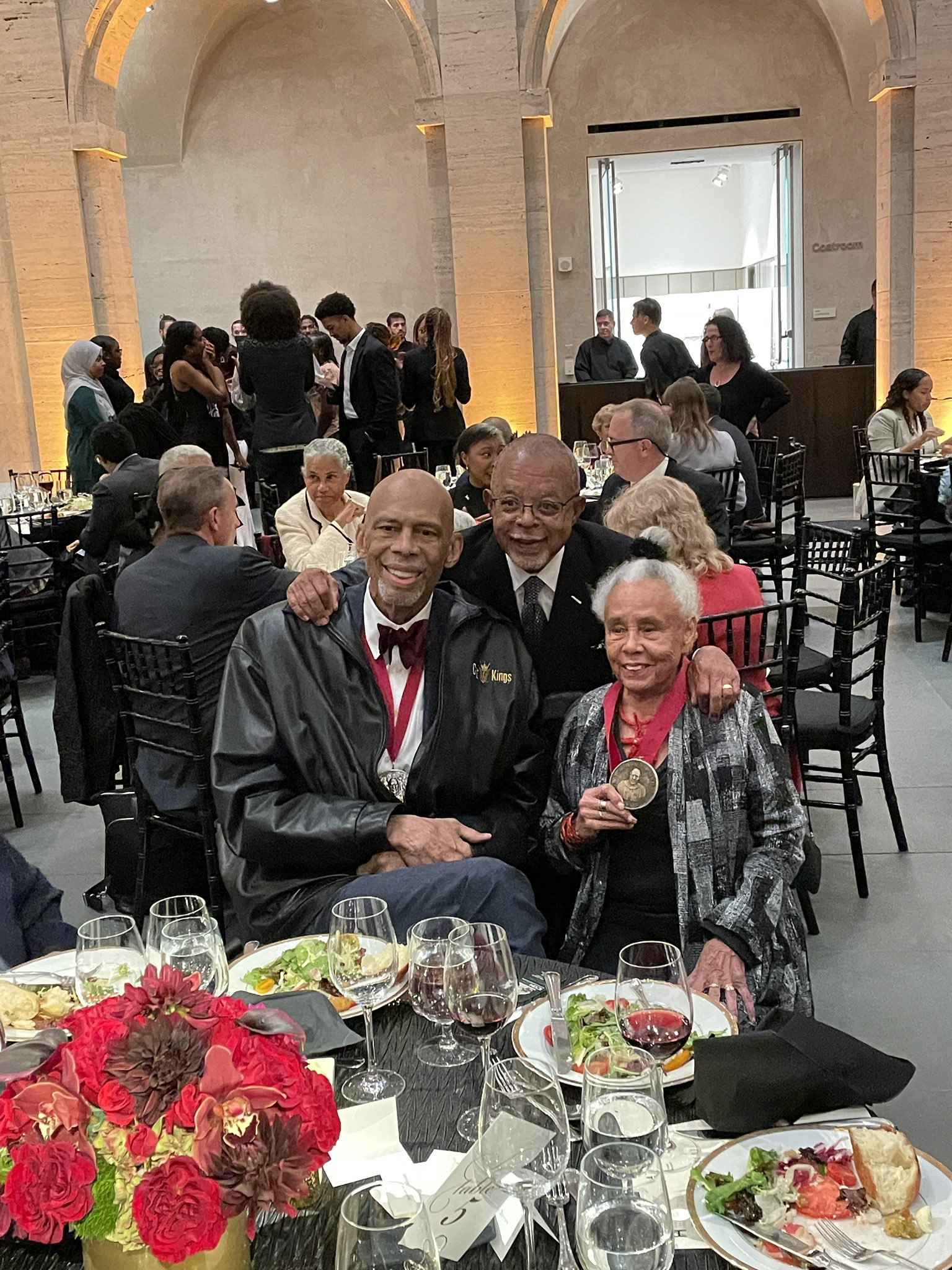
Bettye Saar com o companheiro UCLA Bruin Kareem Abdul-Jabbar recebendo a medalha WEB Du Bois de Henry Louis Gates em Harvard em 6 de outubro de 2022.

### Protesto em cartas
No final dos anos 1990, Saar era uma crítica conhecida e vocal do trabalho da artista Kara Walker. Walker criou obras de arte que alguns estudiosos disseram exibir "a dimensão psicológica dos estereótipos e a obscenidade do inconsciente racial americano". Os trabalhos controversos de Walker incluíram Gone, An Historical Romance of a Civil War as it Occurred Between the Dusky Thighs of One Young Negress and Her Heart (1994), e The End of Uncle Tom and Grand Allegorical Tableau of Eva in Heaven (1995). As imagens chocantes, disseram seus apoiadores, desafiavam os retratos racistas e estereotipados dos afro-americanos, oferecendo imagens duras da degradação dos afro-americanos. Outros críticos, como Saar e Howardena Pindell, discordaram da abordagem de Walker e acreditavam que a artista estava reforçando o racismo e os estereótipos racistas da vida afro-americana. Em uma entrevista à rádio NPR, Saar "sentiu que o trabalho de Kara Walker era meio revoltante e negativo e uma forma de traição aos escravos, principalmente mulheres e crianças, e que era basicamente para diversão e investimento do estabelecimento de arte branca". A diferença de idade entre Saar e seus contemporâneos e Walker pode explicar as reações dos críticos mais velhos ao trabalho de Walker. Quando Walker recebeu o Prêmio Genius da Fundação John D. e Catherine T. MacArthur em 1997, Saar escreveu cartas para pessoas da indústria da arte, protestando contra o prêmio e perguntando: "Os afro-americanos estão sendo traídos sob o disfarce da arte?"

## Exposições individuais
- 1973 Universidade do Estado da Califórnia, Los Angeles, Califórnia.
- 1975 Museu Whitney de Arte Americana, Nova York, Nova York.
- 1976 Wadsworth Atheneum, Hartford, Connecticut e Monique Knowlton Gallery, Nova York, Nova York.
- 1977 Galeria Baun-Silverman, Los Angeles, Califórnia e Museu de Arte Moderna de São Francisco, São Francisco, Califórnia.
- 1979 Galeria Baum-Silverman, Los Angeles, Califórnia.
- 1980 Studio Museum no Harlem, Nova York, Nova York.
- 1981 Baum-Silverman Gallery, Los Angeles, Califórnia e Monique Knowlton Gallery, Nova York, Nova York.
- 1982 Quay Gallery, São Francisco, Califórnia.
- 1983 Women's Art Movement, Adelaide, Austrália e Canberra School of Art, Canberra Connecticut, Austrália.
- 1984 Califórnia, Los Angeles, Califórnia e Georgia State University Art Gallery, Atlanta, Geórgia.
- 1987 Academia de Belas Artes da Pensilvânia, Filadélfia, Pensilvânia e Instituto de Tecnologia de Massachusetts, Cambridge, Massachusetts.
- 1988 Museu de Arte de Taichung, Taichung, Taiwan.
- 1989 City Gallery Wellington, Wellington, Nova Zelândia e Art space, Auckland, Nova Zelândia
- 1990 Museu de Arte Contemporânea, Los Angeles, Califórnia.
- 1991 Objects Gallery, Chicago, Illinois.
- 1992 A Jornada Ritual. Galeria Joseloff, Universidade de Hartford, Connecticut.
- 1993 Fresno Art Museum, Fresno, Califórnia.
- 1994 Museu de Arte de Santa Mônica, Santa Mônica, Califórnia.
- 1996 Des Moines Art Center, Des Moines, Iowa e The Palmer Museum of Art, Penn State College, Pensilvânia e de Saisset Museum, Santa Clara, Califórnia e Joslyn Art Museum, Omaha, Nebraska.
- 1997 Tacoma Art Museum, Tacoma, Washington.
- 1998 Michael Rosenfeld Gallery, Nova York, Nova York e Jan Baum Gallery, Los Angeles, Califórnia e California African American Museum, Los Angeles, Califórnia.
- 1999 Museu de Arte da Universidade do Novo México, Universidade do Novo México, Albuquerque, Novo México e Anderson Ranch Art Center, Snowmass, Colorado e The Detroit Institute of Arts, Detroit, Michigan.
- 2000 Savannah College of Art & Design, Savannah, Georgia e Michael Rosenfeld Gallery, New York City, New York.
- 2002 Merrill Lynch & Co., Inc., Princeton, NJ
- 2005 Museu de Arte da Universidade de Michigan, Ann Arbor, Michigan[43]
- 2006 Crocker Art Museum, Sacramento, Califórnia
- 2014 Roberts & Tilton, Culver City, Califórnia
- 2016 Scottsdale Museum of Contemporary Art, Scottsdale, Arizona[44]
- 2016 Fondazione Prada, Milão, Itália[45]
- 2016 Roberts & Tilton, Culver City, Califórnia
- 2017 Craft and Folk Art Museum (agora Craft Contemporary), Los Angeles[45]
- 2018 Roberts Projects, Culver City, Califórnia[46]
- 2019 Sociedade Histórica de Nova York, Nova York, NY
- 2019 Museu de Arte Moderna, Nova York, NY[47]
- 2019 LACMA, Los Angeles, CA[48][49][50][51]
- 2020 Morgan Library & Museum, Nova York, NY[52]
- 2021 Nasher Sculpture Center, Dallas, TX[53]
- 2022 Instituto de Arte Contemporânea, Miami, FL[54]

## Prêmios e honras
- 1984 e 1974: Fundo Nacional Para as Artes, Artist Fellowship
- 1990: 22º Annual Artist Award, The Studio Museum em Harlem, Nova York
- 1990: J. Paul Getty Fund for the Visual Arts Fellowship
- 1991: Doutorado Honorário: California College of the Arts
- 1991: Fundação Memorial John Simon Guggenheim[55]
- 1992: Doutorado Honorário: Otis College of Art and Design e San Francisco Art Institute
- 1992: Prêmio James Van Der Zee, Brandywine Workshop, Filadélfia, Pensilvânia
- 1993: Prêmio Artista Distinto, Fresno Art Museum
- 1995: Doutorado Honorário: California Institute of the Arts e Massachusetts College of Art
- 1997: The Visual Artists Award, The Flintridge Foundation, Pasadena, Califórnia
- 2014: Medalha Edward MacDowell[56]
- 2020: Wolfgang-Hahn-Preis Köln[57]

## Obras notáveis em coleções públicas
- Aries Nymph (1966), Museu da Universidade de Arte Contemporânea, Amherst, Massachusetts[58]
- A Siege of Sirens (1966), Museu de Belas Artes de Boston e Museu de Arte Moderna de Nova York[59][60]
- Vision of El Cremo (1967), Palmer Museum of Art, State College, Pensilvânia[61]
- Black Girl's Window (1969), Museu de Arte Moderna, Nova York[62]
- Gris-Gris Box (1972), Museu de Arte Contemporânea, Los Angeles[63]
- The Liberation of Aunt Jemima (1972), Museu de Arte de Berkeley e Pacific Film Archive, Califórnia[64]
- It's Only A Matter of Time (1974), Hirshhorn Museum and Sculpture Garden, Smithsonian Institution, Washington, DC[65]
- The Time Inbetween (1974), San Francisco Museum of Modern Art[66]
- Indigo Mercy (1975), Studio Museum no Harlem, Nova York[67]
- The Birds and The Beasts Were There (1976), Hirshhorn Museum and Sculpture Garden, Smithsonian Institution, Washington, DC[68]
- Dark Erotic Dream (1976), Hirshhorn Museum and Sculpture Garden, Smithsonian Institution, Washington, DC[69]
- Keep for Old Memoirs (1976), Museu de Arte Moderna, Nova York[70]
- Samadhi (1977), High Museum of Art, Atlanta[71]
- Twilight Awakening (1978), National Gallery of Art, Washington, DC[72]
- Window of Ancient Sirens (1979), Studio Museum no Harlem, Nova York[73]
- Dat Ol' Black Magic (1981), National Gallery of Art, Washington, DC[74]
- Ball of Fire (1985), Museu de Arte da Filadélfia[75]
- Cryptic Confessions, The Question (1988), Museu de Arte de Boca Raton, Flórida[76]
- The Differences Between (1989), Museu de Belas Artes, Boston[77]
- House of Ancient Memory (1989), Walker Art Center, Minneapolis[78]
- La Luz (1989), Munson-Williams-Proctor Arts Institute, Utica, Nova York[79]
- Wishing for Winter (1989), Smithsonian Museum of American Art, Smithsonian Institution, Washington, DC[80]
- Ancestral Spirit Chair (1992), Smith College Museum of Art, Northampton, Massachusetts[81]
- Gris Gris Guardian (1990-1993), Los Angeles County Museum of Art[82]
- The Trickster (1994), National Gallery of Art, Washington, DC[83]
- Whitey's Way (1970-1996), Metropolitan Museum of Art, Nova York[84]
- Blow Top Blues: The Fire Next Time (1998), Instituto de Arte de Minneapolis e Galeria Nacional de Arte, Washington, DC[85][86]
- I'll Bend But I Will Not Break (1998), Museu de Arte do Condado de Los Angeles[87]
- The Long Memory (1998), Academia de Belas Artes da Pensilvânia, Filadélfia e Smith College Museum of Art, Northampton, Massachusetts[88][89]
- Maid-Rite (Mask Eyes) (1998), Academia de Belas Artes da Pensilvânia, Filadélfia[90]
- Mother and Children in Blue (1998), Whitney Museum of American Art, Nova York[91]
- Wot's Dat (1998) da série Workers + Warriors: The Return of Aunt Jemima, Herbert F. Johnson Museum of Art, Ithaca, Nova York[92]